# هاکان شوکور
هاکان شوکور (زاده ۱ سپتامبر ۱۹۷۱ میلادی) بازیکن بازنشسته فوتبال و سیاست‌مدار سابق اهل ترکیه است. وی در سوپر لیگ فوتبال ترکیه، جام جهانی ۲۰۰۲، جام ملت‌های اروپا ۲۰۰۰ و ۱۹۹۶، باشگاه فوتبال بلکبرن، گالاتاسرای، تورینو، اینتر میلان، پارما، لیگ برتر فوتبال انگلستان، تیم ملی فوتبال ترکیه و تیم ملی فوتبال جوانان ترکیه بازی کرده است.
وی بعد از آنکه در ترکیه توسط رئیس‌جمهور این کشور رجب طیب اردوغان به حمایت از کودتاچیان کودتای نافرجام ترکیه متهم شد، کارزاری همه‌جانبه توسط دولت ترکیه علیه او به راه افتاد؛ به گونه‌ای که برای گذران زندگی‌اش در آمریکا مجبور شده به مسافرکشی در اوبر رو بیاورد.
شوکور، مهاجم سابق تیم ملی ترکیه که علاوه بر گالاتاسارای سابقه بازی در تیم‌های اینتر و بلک‌برن را هم دارد می‌گوید بعد از کودتا در ترکیه به عنوان دشمن حکومت اعلام شده و همه اموالش توقیف شده است. شوکور در دوران فوتبالی درخشان خود بیش از ۲۵۰ گل باشگاهی به ثمر رسانده و برای تیم ملی کشورش هم در ۱۱۲ بازی ۵۲ گل زده است. شوکور در سال ۲۰۱۱ به حزب عدالت و توسعه اردوغان پیوست ولی در سال ۲۰۱۳ به دلیل تضاد عقاید از این حزب بیرون آمد.
شوکور به روزنامه آلمانی دی‌ولت گفت: «بعد از بیرون آمدنم از حزب اردوغان بود که دشمنی‌ها شروع شد. آنها به بوتیک همسرم سنگ پرت کردند و در خیابان بچه‌هایم را آزار دادند. وقتی اطلاعیه دادم تهدیدم کردند. بعد از ترک کشور هم پدرم را زندانی کردند و همه اموالم را توقیف کردند. در همه جای دنیا دیگر هیچ چیز برایم باقی نمانده. اردوغان همه چیزم را از من گرفته. حق آزادی، حق آزادی بیان و حق کار کردن».
شوکور دربارهٔ پدر و مادرش که ابتدا زندانی شده و بعد از ابتلا به سرطان به صورت موقت از زندان بیرون آمده‌اند گفت: «پدر و مادرم روزهای خیلی سختی را سپری می‌کنند. همه کسانی که کوچک‌ترین ارتباطی با من داشته‌اند با مشکلات مالی و اقتصادی بزرگی دست و پنجه نرم می‌کنند».
گل ثانیه ۱۱ او به کره جنوبی در جام جهانی ۲۰۰۲ سریع‌ترین گل تاریخ جام جهانی است.

## گل‌های بین‌المللی
|     | Date            | Venue                         | Opponent        | Score | Result | Competition                             |
| --- | --------------- | ----------------------------- | --------------- | ----- | ------ | --------------------------------------- |
| ۱.  | ۸ آوریل ۱۹۹۲    | آنکارا، ترکیه                 | دانمارک         | ۲–۱   | برد    | بازی دوستانه                            |
| ۲.  | ۲۶ اوت ۱۹۹۲     | ترابزون، ترکیه                | بلغارستان       | ۳–۲   | برد    | بازی دوستانه                            |
| ۳.  | ۲۶ اوت ۱۹۹۲     | ترابزون، ترکیه                | بلغارستان       | ۳–۲   | برد    | بازی دوستانه                            |
| ۴.  | ۲۸ اکتبر ۱۹۹۲   | آنکارا، ترکیه                 | سان مارینو      | ۴–۱   | برد    | 1994 World Cup qualification            |
| ۵.  | ۲۸ اکتبر ۱۹۹۲   | آنکارا، ترکیه                 | سان مارینو      | ۴–۱   | برد    | 1994 World Cup qualification            |
| ۶.  | ۲۷ اکتبر ۱۹۹۳   | استانبول، ترکیه               | لهستان          | ۲–۱   | برد    | 1994 World Cup qualification            |
| ۷.  | ۷ سپتامبر ۱۹۹۴  | بوداپست، مجارستان             | مجارستان        | ۲–۲   | مساوی  | مرحله مقدماتی جام ملت‌های اروپا ۱۹۹۶     |
| ۸.  | ۱۲ اکتبر ۱۹۹۴   | استانبول، ترکیه               | ایسلند          | ۵–۰   | برد    | مرحله مقدماتی جام ملت‌های اروپا ۱۹۹۶     |
| ۹.  | ۱۲ اکتبر ۱۹۹۴   | استانبول، ترکیه               | ایسلند          | ۵–۰   | برد    | مرحله مقدماتی جام ملت‌های اروپا ۱۹۹۶     |
| ۱۰. | ۲۶ آوریل ۱۹۹۵   | برن، سوئیس                    | سوئیس           | ۱–۲   | برد    | مرحله مقدماتی جام ملت‌های اروپا ۱۹۹۶     |
| ۱۱. | ۶ سپتامبر ۱۹۹۵  | استانبول، ترکیه               | مجارستان        | ۲–۰   | برد    | مرحله مقدماتی جام ملت‌های اروپا ۱۹۹۶     |
| ۱۲. | ۶ سپتامبر ۱۹۹۵  | استانبول، ترکیه               | مجارستان        | ۲–۰   | برد    | مرحله مقدماتی جام ملت‌های اروپا ۱۹۹۶     |
| ۱۳. | ۱۵ نوامبر ۱۹۹۵  | استکهلم، سوئد                 | سوئد            | ۲–۲   | مساوی  | مرحله مقدماتی جام ملت‌های اروپا ۱۹۹۶     |
| ۱۴. | ۱ مه ۱۹۹۶       | صامسون، ترکیه                 | اوکراین         | ۳–۲   | برد    | بازی دوستانه                            |
| ۱۵. | ۱۰ نوامبر ۱۹۹۶  | استانبول، ترکیه               | سان مارینو      | ۷–۰   | برد    | 1998 World Cup qualification            |
| ۱۶. | ۱۰ نوامبر ۱۹۹۶  | استانبول، ترکیه               | سان مارینو      | ۷–۰   | برد    | 1998 World Cup qualification            |
| ۱۷. | ۲ آوریل ۱۹۹۷    | بورسا، ترکیه                  | هلند            | ۱–۰   | برد    | 1998 World Cup qualification            |
| ۱۸. | ۲۰ اوت ۱۹۹۷     | استانبول، ترکیه               | ولز             | ۶–۴   | برد    | 1998 World Cup qualification            |
| ۱۹. | ۲۰ اوت ۱۹۹۷     | استانبول، ترکیه               | ولز             | ۶–۴   | برد    | 1998 World Cup qualification            |
| ۲۰. | ۲۰ اوت ۱۹۹۷     | استانبول، ترکیه               | ولز             | ۶–۴   | برد    | 1998 World Cup qualification            |
| ۲۱. | ۲۰ اوت ۱۹۹۷     | استانبول، ترکیه               | ولز             | ۶–۴   | برد    | 1998 World Cup qualification            |
| ۲۲. | ۱۰ سپتامبر ۱۹۹۷ | سرواله (سن مارینو), سن مارینو | سان مارینو      | ۰–۵   | برد    | 1998 World Cup qualification            |
| ۲۳. | ۱۰ اکتبر ۱۹۹۸   | بورسا، ترکیه                  | آلمان           | ۱–۰   | برد    | مرحله مقدماتی جام ملت‌های اروپا ۲۰۰۰     |
| ۲۴. | ۲۷ مارس ۱۹۹۹    | استانبول، ترکیه               | مولدووا         | ۲–۰   | برد    | مرحله مقدماتی جام ملت‌های اروپا ۲۰۰۰     |
| ۲۵. | ۵ ژوئن ۱۹۹۹     | هلسینکی، فنلاند               | فنلاند          | ۲–۴   | برد    | مرحله مقدماتی جام ملت‌های اروپا ۲۰۰۰     |
| ۲۶. | ۵ ژوئن ۱۹۹۹     | هلسینکی، فنلاند               | فنلاند          | ۲–۴   | برد    | مرحله مقدماتی جام ملت‌های اروپا ۲۰۰۰     |
| ۲۷. | ۱۹ ژوئن ۲۰۰۰    | بروکسل، بلژیک                 | بلژیک           | ۲–۰   | برد    | جام ملت‌های اروپا ۲۰۰۰                   |
| ۲۸. | ۱۹ ژوئن ۲۰۰۰    | بروکسل، بلژیک                 | بلژیک           | ۲–۰   | برد    | جام ملت‌های اروپا ۲۰۰۰                   |
| ۲۹. | ۱۱ اکتبر ۲۰۰۰   | باکو، جمهوری آذربایجان        | آذربایجان       | ۰–۱   | برد    | 2002 World Cup qualification            |
| ۳۰. | ۲۴ مارس ۲۰۰۱    | استانبول، ترکیه               | اسلواکی         | ۱–۱   | مساوی  | 2002 World Cup qualification            |
| ۳۱. | ۲ ژوئن ۲۰۰۱     | استانبول، ترکیه               | آذربایجان       | ۳–۰   | برد    | 2002 World Cup qualification            |
| ۳۲. | ۱۵ اوت ۲۰۰۱     | اسلو، نروژ                    | نروژ            | ۱–۱   | مساوی  | بازی دوستانه                            |
| ۳۳. | ۱ سپتامبر ۲۰۰۱  | براتیسلاوا، اسلواکی           | اسلواکی         | ۰–۱   | برد    | 2002 World Cup qualification            |
| ۳۴. | ۵ سپتامبر ۲۰۰۱  | استانبول، ترکیه               | سوئد            | ۱–۲   | باخت   | 2002 World Cup qualification            |
| ۳۵. | ۱۴ نوامبر ۲۰۰۱  | استانبول، ترکیه               | اتریش           | ۵–۰   | برد    | 2002 World Cup qualification – Playoffs |
| ۳۶. | ۱۷ آوریل ۲۰۰۲   | کرکراد، هلند                  | شیلی            | ۲–۰   | برد    | بازی دوستانه                            |
| ۳۷. | ۲۹ ژوئن ۲۰۰۲    | دائجو، کره جنوبی              | کرهٔ جنوبی       | ۲–۳   | برد    | جام جهانی فوتبال ۲۰۰۲                   |
| ۳۸. | ۱۱ ژوئن ۲۰۰۳    | استانبول، ترکیه               | مقدونیه شمالی   | ۳–۲   | برد    | مرحله مقدماتی جام ملت‌های اروپا ۲۰۰۴     |
| ۳۹. | ۶ سپتامبر ۲۰۰۳  | فادوتس، لیختن‌اشتاین           | لیختن‌اشتاین     | ۰–۳   | برد    | مرحله مقدماتی جام ملت‌های اروپا ۲۰۰۴     |
| ۴۰. | ۹ سپتامبر ۲۰۰۳  | دوبلین، ایرلند                | جمهوری ایرلند   | ۲–۲   | مساوی  | بازی دوستانه                            |
| ۴۱. | ۱۹ نوامبر ۲۰۰۳  | استانبول، ترکیه               | لتونی           | ۲–۲   | مساوی  | مرحله مقدماتی جام ملت‌های اروپا ۲۰۰۴     |
| ۴۲. | ۲۱ مه ۲۰۰۴      | سیدنی، استرالیا               | استرالیا        | ۱–۳   | برد    | بازی دوستانه                            |
| ۴۳. | ۲۱ مه ۲۰۰۴      | سیدنی، استرالیا               | استرالیا        | ۱–۳   | برد    | بازی دوستانه                            |
| ۴۴. | ۲ ژوئن ۲۰۰۴     | سئول، کره جنوبی               | کرهٔ جنوبی       | ۰–۱   | برد    | بازی دوستانه                            |
| ۴۵. | ۵ ژوئن ۲۰۰۴     | دائجو، کره جنوبی              | کرهٔ جنوبی       | ۲–۱   | باخت   | بازی دوستانه                            |
| ۴۶. | ۱۸ اوت ۲۰۰۴     | دنیزلی، ترکیه                 | بلاروس          | ۱–۲   | باخت   | بازی دوستانه                            |
| ۴۷. | ۱۱ اکتبر ۲۰۰۶   | فرانکفورت، آلمان              | مولدووا         | ۵–۰   | برد    | مرحله مقدماتی جام ملت‌های اروپا ۲۰۰۸     |
| ۴۸. | ۱۱ اکتبر ۲۰۰۶   | فرانکفورت، آلمان              | مولدووا         | ۵–۰   | برد    | مرحله مقدماتی جام ملت‌های اروپا ۲۰۰۸     |
| ۴۹. | ۱۱ اکتبر ۲۰۰۶   | فرانکفورت، آلمان              | مولدووا         | ۵–۰   | برد    | مرحله مقدماتی جام ملت‌های اروپا ۲۰۰۸     |
| ۵۰. | ۱۱ اکتبر ۲۰۰۶   | فرانکفورت، آلمان              | مولدووا         | ۵–۰   | برد    | مرحله مقدماتی جام ملت‌های اروپا ۲۰۰۸     |
| ۵۱. | ۲ ژوئن ۲۰۰۷     | سارایوو، بوسنی و هرزگوین      | بوسنی و هرزگوین | ۳–۲   | باخت   | مرحله مقدماتی جام ملت‌های اروپا ۲۰۰۸     |

## سیاست
وی پس از پایان دوران فوتبالش به سیاست روی آورد و مدتی عضو حزب عدالت و توسعه ترکیه بود اما بعدها به یکی از منتقدین جدی اردوغان تبدیل شد.

### محکومیت به اتهام توهین به اردوغان
وی پس از انتشار مطلبی در حساب توئیتری خود به اتهام توهین به اردوغان و پسرش به چهار سال حبس محکوم شد.

### بازداشت پس از کودتا
پس از کودتای نافرجام فتح اله گولن علیه اردوغان به اتهام همکاری بازداشت شد.